# Lago Island (Manitoba)
O lago Island é um lago de água doce localizado na província de Manitoba, Canadá. Tem uma área de 1223 km², sendo, em área o maior lago da província,  39º maior do Canadá, e o 91º mais extenso lago do mundo.
Localiza-se próximo da fronteira de Manitoba com Ontário, ao sul do lago Gods, contribuindo para a drenagem deste através da permuta de águas via lago Goose e lago Hill.
Nas suas margens estão algumas comunidades nativas tribais dos Povos das Primeiras Nações, como é o caso da comunidade Wasagamack, composta por 1122 habitantes em 2001, a comunidade de Gardeyn Colina, a comunidade de Island Lake, composta por 59 habitantes em 2006 e pela comunidade de Santa Theresa Point, composta por 2632 habitantes em 2006.
Estas localidades só são acessíveis por via aérea, sendo o aeroporto próximo da localidade de Santa Theresa Point e ao lago Island, ou então através de uma estrada de gelo.
Este lago de grandes dimensões tem mais de 3400 ilhas, naturalmente apenas acessíveis por via aérea ou barco, visto que não há estradas ou pontes. Este local é um locais onde a natureza ainda está no seu estado mais puro.
Foi indicado para ser designado como sítio a ser Património Mundial da UNESCO em 2007. Este grande lago encontra-se sobre uma grande massa de rocha antiga, que geologicamente é a base de grande parte da América do Norte.